# Brittany
Brittany  è un nome proprio di persona inglese femminile.

## Varianti
- Femminili: Brittani[1][2], Brittney[1][2], Britney[1][2], Brittny[1], Brittni[1], Brittania[1], Britannia[1]

## Origine e diffusione

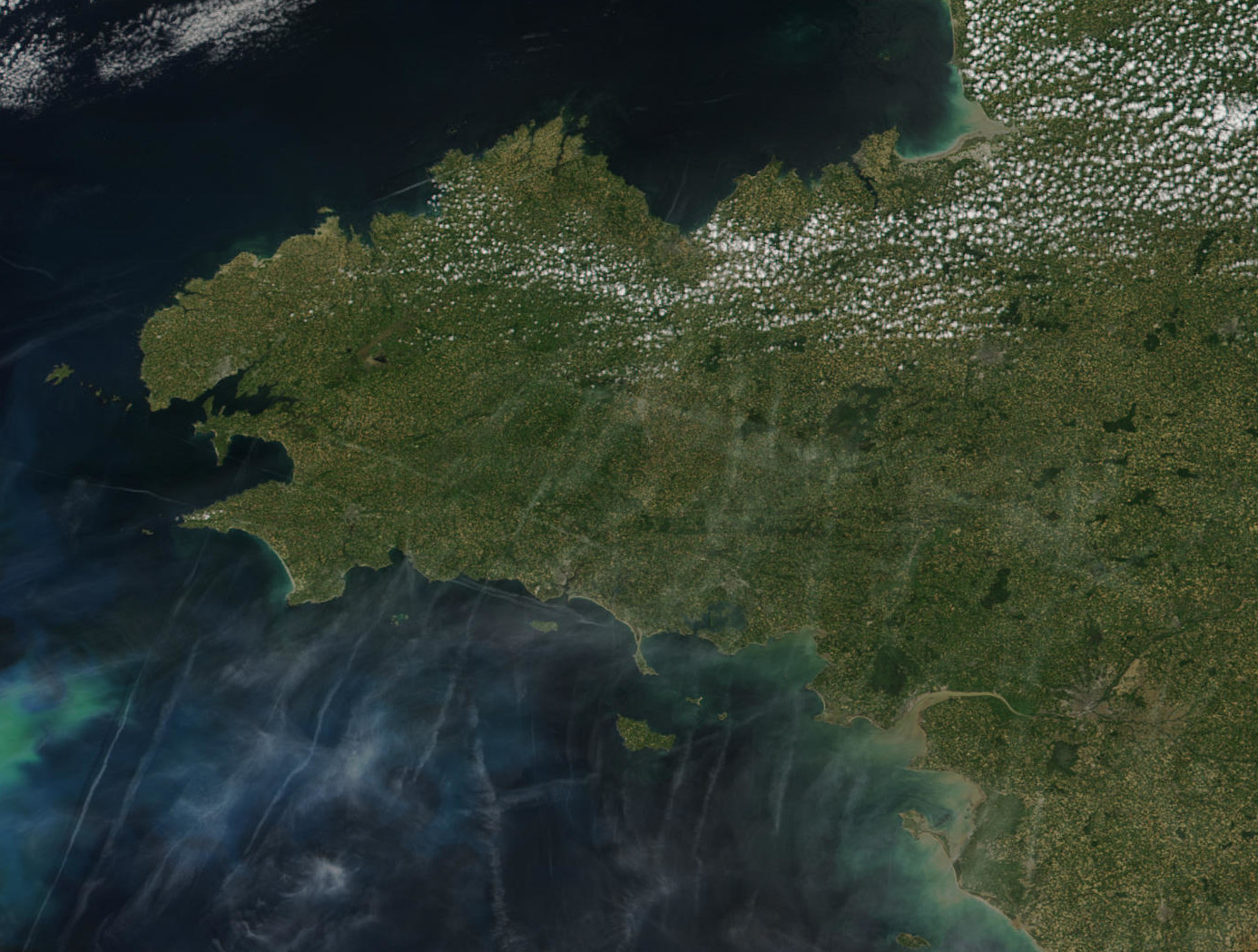
Foto satellitare della Bretagna

Riprende il nome inglese della Bretagna, regione nel nordovest della Francia; il toponimo, che è praticamente lo stesso del latino Britannia (che indicava l'odierna Gran Bretagna) è dovuto ai coloni bretoni che giunsero lì dopo l'invasione anglosassone dell'Inghilterra.
Il suo uso come nome proprio di persona cominciò negli Stati Uniti negli anni 1970, diventando uno dei dieci nomi più usati per le nuove nate fra il 1986 e il 1995, con il picco massimo al terzo posto nel 1989. A questa diffusione incredibilmente repentina fece seguito, peraltro, un calo di popolarità quasi ugualmente rapido.

## Onomastico
Il nome è adespota, cioè non è portato da alcuna santa, quindi l'onomastico ricade il 1º novembre ad Ognissanti.

## Persone

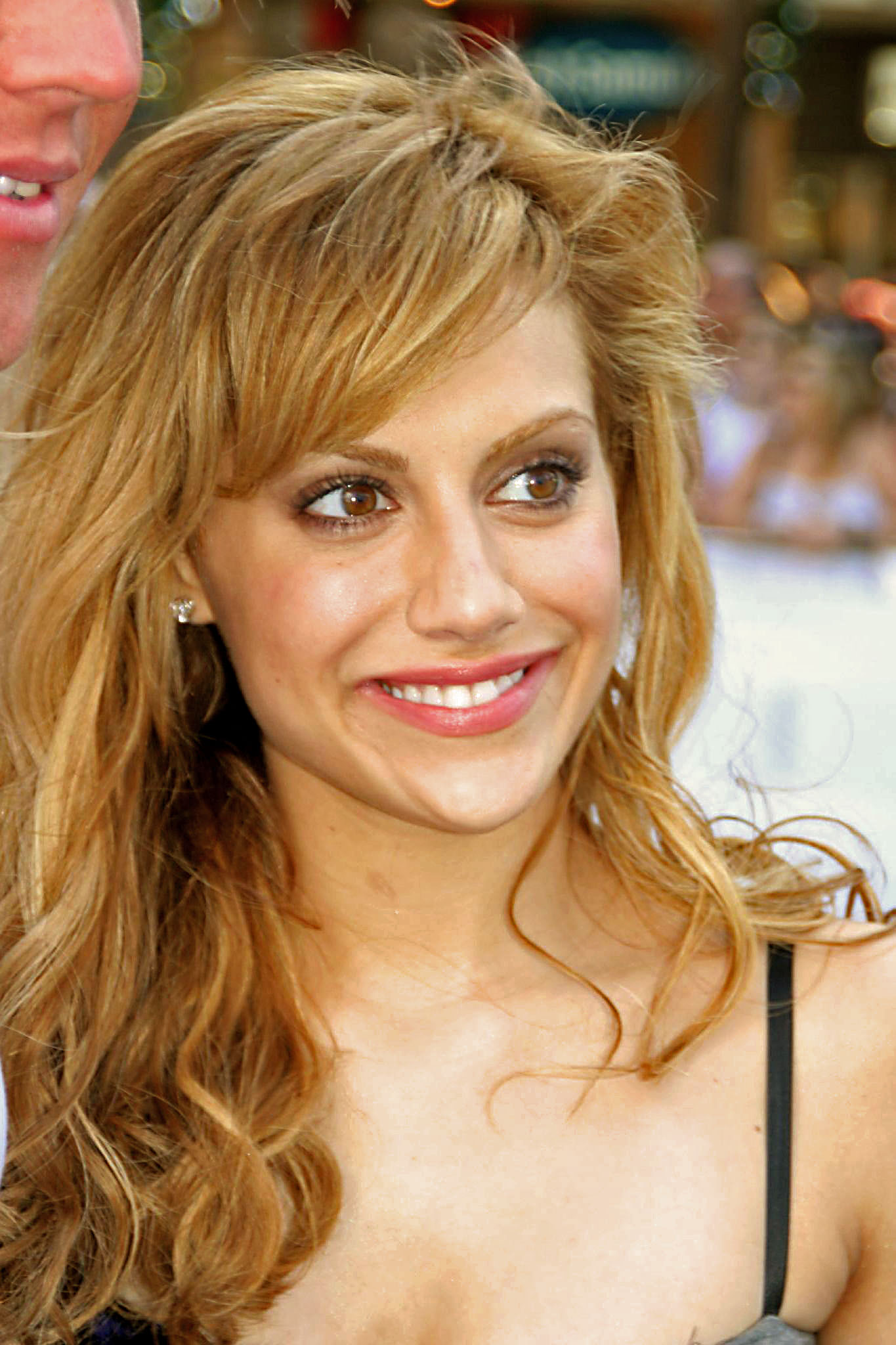
Brittany Murphy

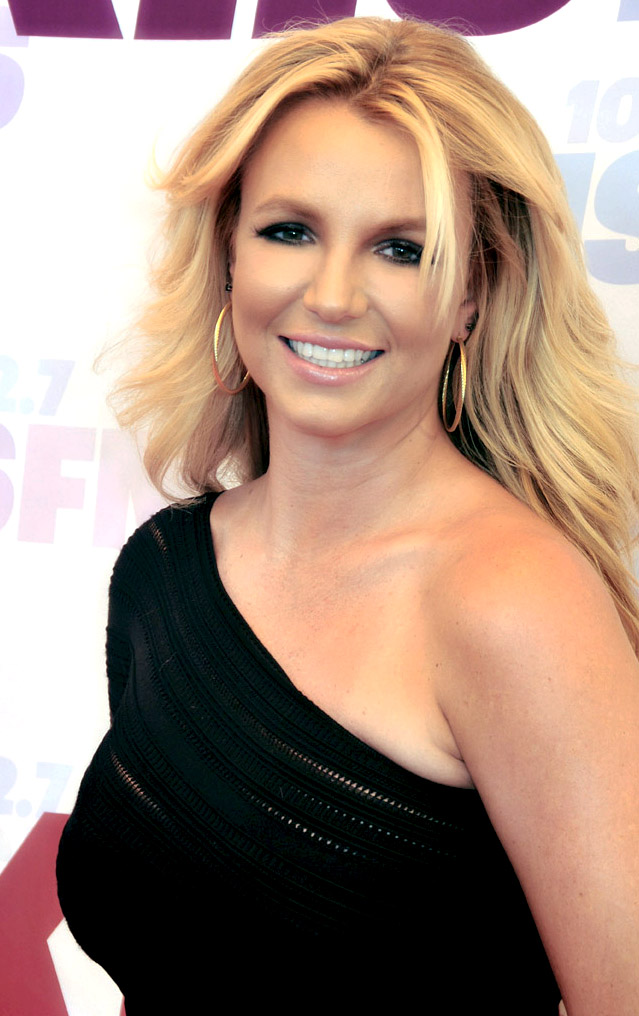
Britney Spears

- Brittany Allen, attrice, scrittrice e produttrice cinematografica canadese
- Brittany Andrews, attrice pornografica e regista statunitense
- Brittany Bowe, pattinatrice di velocità su ghiaccio statunitense
- Brittany Byrnes, attrice australiana
- Brittany Daniel, attrice statunitense
- Brittany Hensel, donna statunitense nota per essere una gemella siamese con la sorella Abigail
- Brittany Howard, cantautrice e musicista statunitense
- Brittany Murphy, attrice e cantante statunitense
- Brittany Phelan, sciatrice freestyle e sciatrice alpina canadese
- Brittany Snow, attrice statunitense
- Brittany Tiplady, attrice canadese

### Variante Brittney
- Brittney Griner, cestista statunitense
- Brittney Reese, lunghista statunitense
- Brittney Savage, wrestler statunitense
- Brittney Skye, attrice pornografica statunitense

### Altre varianti
- Britt Baker, wrestler statunitense
- Britney Spears, cantante, ballerina, attrice, personaggio televisivo e stilista statunitense

## Il nome nelle arti
- Brittany Pierce è un personaggio della serie televisiva Glee.
- Brittany York era uno pseudonimo usato da Alison Armitage.